# LAD Productions
LAD war eine britische Automarke, die von 1913 bis 1914 und von 1923 bis 1926 auf dem Markt war.
Ursprünglich wurden die Wagen ab 1913 von der Oakleigh Motor Company in West Dulwich (London) herausgebracht. Es war ein Cyclecar. Üblicherweise war es mit einem einsitzigen Aufbau versehen, aber es gab auch einige Zweisitzer. Angetrieben wurde der Wagen von einem Einzylindermotor von der Stag Company, dessen Kraft von einer Kette zu den Hinterrädern geleitet wurde. Es gab kein Getriebe und somit nur einen Vorwärtsgang. Der Neupreis betrug 60 Pfund Sterling. Mit Ausbruch des Ersten Weltkrieges 1914 wurde die Fertigung eingestellt.
1923 wurde die Fertigung des Wagens wieder aufgenommen, und zwar von der LAD Productions Ltd. in Farnham (Surrey). Zum ursprünglichen Modell gab es auch noch eine Ausführung mit 350 cm³-V2-Motor. Der Neupreis betrug nun 75 Pfund. Aber „richtige“ Kleinwagen, wie der Austin 7 zum Preis von 165 Pfund, nahmen den Cyclecars jede Marktchance und die Firma wurde 1926 geschlossen.